# Trichaitophorus aceris
Trichaitophorus aceris är en insektsart. Trichaitophorus aceris ingår i släktet Trichaitophorus och familjen långrörsbladlöss. Inga underarter finns listade i Catalogue of Life.